# دایره تیدرمن
دایره تیدرمن (به لاتین: Tidermène) یک منطقهٔ مسکونی در مالی است که در استان گائو واقع شده‌است. دایره تیدرمن ۵٬۸۱۶ نفر جمعیت دارد.

## خواهرخوانده
شهر جراردمر خواهرخواندهٔ دایره تیدرمن هست.